# 東京カッブス
東京カッブス（とうきょうカッブス、Tokyo Cubs）は、1945年 - 1946年頃、日本野球連盟に加盟を目指しながら、加盟が実現しなかったプロ野球チームである。ニックネームの「カッブス」のスペルはCubsであり、シカゴ・カブスなどと同じ意である。

## 概要
太平洋戦争の激化に伴い休止となっていた日本のプロ野球は、1945年（昭和20年）10月には、翌年のリーグ再開に向けて動きだしていた。この時リーグ参加が決まっていたのは、戦前最後の1944年（昭和19年）のリーグ戦に参加した6チームに、セネタース（現・北海道日本ハムファイターズ）を加えた7チームだった。そのような中、戦前（後楽園）イーグルス→黒鷲軍→大和軍（1937年 - 1943年）の運営に携わった河野安通志はイーグルスの再結成を念頭に、東京カッブス（東京野球株式会社）を設立し、プロ野球加盟を申請する。球団社長は河野、球団代表は小泉葵南（東京日日新聞〔現・毎日新聞〕などで活動したスポーツ記者）、監督は戦前に朝日軍の監督を務めた竹内愛一だった。
しかしこの加盟申請は、当時の東京巨人軍球団代表市岡忠男の強硬な反対に遭う。1943年、プロ野球自体はまだ続いていたにも拘らず河野は大和軍を自主的に解散した、ということがその理由だった。球界の中心的存在だった巨人軍の反対のため、カッブスの加盟申請は正式な審査にかけられることもなく却下されてしまう。当時日本野球連盟会長の鈴木龍二は、連盟に入れてやりたかったが、河野の取り巻きが悪かったと述べている。代わりに加盟することになったのは、ゴールドスターだった。また、この間に河野は脳出血で急死してしまう。
しかしプロリーグ参加はあきらめず、1946年（昭和21年）8月、元プロ野球選手だけではなく大相撲の力士経験者なども参加して、将来のプロ化を目指したセミプロ組織として結成。社会人野球チームとの練習試合をこなし続けていた。だが、選手内で竹内監督に対する不信感が強まったため、竹内監督は辞任。その後、石本秀一監督を迎えて広島県広島市でチームを再建しようとしたが、茨城県結城市に本拠を移転。後に1947年（昭和22年）1年間だけ存在した日本第2のプロ野球リーグとなる「国民野球連盟」に「グリーンバーグ→結城ブレーブス」として参入した。